# Reprezentacja Południowej Afryki w rugby 7 kobiet
Reprezentacja Południowej Afryki w rugby 7 kobiet – zespół rugby 7, biorący udział w imieniu Republiki Południowej Afryki w meczach i sportowych imprezach międzynarodowych, powoływany przez selekcjonera, w którym mogą występować wyłącznie zawodnicy posiadający obywatelstwo tego kraju, mieszkający w nim, bądź kwalifikujący się ze względu na pochodzenie rodziców lub dziadków. Za jego funkcjonowanie odpowiedzialny jest Południowoafrykański Związek Rugby, członek Rugby Africa oraz IRB.
Drużyna w sezonie 2011/2012 uczestniczyła w dwóch z trzech turniejów zaliczanych do cyklu IRB Women’s Sevens Challenge Cup – w Dubaju i Londynie. W sezonie 2012/2013 została zaproszona do udziału w trzech turniejach IRB Women’s Sevens World Series.

## Turnieje

### Udział wPucharze Świata
| Rok  | Wynik                     | Źródło |
| ---- | ------------------------- | ------ |
| 2009 | 3–4 (półfinały Cup)       |        |
| 2013 | 13–16 (ćwierćfinały Bowl) |        |
| 2018 | 14.                       |        |
| 2022 | 14.                       |        |

### Udział wWorld Rugby Women’s Sevens Series
| Rok       | Wynik | Źródło |
| --------- | ----- | ------ |
| 2012/2013 | 8.    |        |
| 2013/2014 | 15.   |        |
| 2014/2015 | 12.   |        |
| 2015/2016 | –     |        |
| 2016/2017 | 12.   |        |
| 2017/2018 | 13.   |        |
| 2018/2019 | –     |        |
| 2019/2020 | 14.   |        |
| 2021/2022 | 16.   |        |
| 2022/2023 | 17.   |        |

### Udział wmistrzostwach Afryki
| Rok  | Wynik | Źródło |
| ---- | ----- | ------ |
| 2006 | 1.    |        |
| 2007 | 1.    |        |
| 2008 | 1.    |        |
| 2012 | –     |        |
| 2013 | 1.    |        |
| 2014 | 1.    |        |
| 2015 | 1.    |        |
| 2016 | 1.    |        |
| 2017 | 1.    |        |
| 2018 | –     |        |
| 2019 | 1.    |        |
| 2022 | 1.    |        |
| 2023 | 1.    |        |

### Udział wIgrzyskach Wspólnoty Narodów
| Rok  | Wynik | Źródło |
| ---- | ----- | ------ |
| 2018 | 8.    |        |
| 2022 | 7.    |        |